# V347 Весов
V347 Весов (лат. V347 Librae) — одиночная переменная звезда в созвездии Весов на расстоянии (вычисленном из значения параллакса) приблизительно 6083 световых лет (около 1865 парсеков) от Солнца. Видимая звёздная величина звезды — от +12,6m до +11,4m.

## Характеристики
V347 Весов — пульсирующая медленная неправильная переменная звезда (LB).